# Olympische Sommerspiele 1992/Teilnehmer (Südafrika)
| Gelbes Symbol für Goldmedaillen mit stilisierten Olympischen Ringen | Graues Symbol für Silbermedaillen mit stilisierten Olympischen Ringen | Braundes Symbol für Bronzemedaillen mit stilisierten Olympischen Ringen |
| ------------------------------------------------------------------- | --------------------------------------------------------------------- | ----------------------------------------------------------------------- |
| —                                                                   | 2                                                                     | —                                                                       |

Südafrika nahm an den Olympischen Sommerspielen 1992 in Barcelona, Spanien, mit einer Delegation von 93 Sportlern (68 Männer und 25 Frauen) teil.

## Medaillengewinner

### Silber
| Name(n)                        | Sportart       | Wettkampf            |
| ------------------------------ | -------------- | -------------------- |
| Elana Meyer                    | Leichtathletik | Frauen, 10.000 Meter |
| Wayne Ferreira und Piet Norval | Tennis         | Doppel               |

## Teilnehmer nach Sportarten

### Badminton
- Nico Meerholz
Einzel: 33. Platz
Doppel: 17. Platz

- Anton Kriel
Einzel: 33. Platz
Doppel: 17. Platz

### Bogenschießen
- Malcolm Todd
Einzel: 68. Platz

- Rieta Schenk
Frauen, Einzel: 56. Platz

### Boxen
- Khela Fana Thwala
Halbfliegengewicht: 17. Platz

- Giovanni Pretorius
Weltergewicht: 17. Platz

### Fechten
- Hein van Garderen
Florett, Einzel: 51. Platz
Degen, Einzel: 70. Platz
Säbel, Einzel: 42. Platz

- Dario Torrente
Florett, Einzel: 54. Platz
Degen, Einzel: 67. Platz
Säbel, Einzel: 36. Platz

- Trevor Strydom
Degen, Einzel: 69. Platz

- Heidi Botha
Frauen, Florett, Einzel: 44. Platz

- Rencia Nasson
Frauen, Florett, Einzel: 46. Platz

### Gewichtheben
- Pieter Smith
Leichtschwergewicht: 27. Platz

### Kanu
- Willem van Riet
Einer-Kajak, 500 Meter: Viertelfinale
Zweier-Kajak, 1000 Meter: Viertelfinale

- Mark Perrow
Einer-Kajak, 1000 Meter: Halbfinale
Vierer-Kajak, 1000 Meter: Halbfinale

- Herman Kotze
Zweier-Kajak, 500 Meter: Viertelfinale
Vierer-Kajak, 1000 Meter: Halbfinale

- Bennie Reynders
Zweier-Kajak, 500 Meter: Viertelfinale
Vierer-Kajak, 1000 Meter: Halbfinale

- Barry Hayward
Zweier-Kajak, 1000 Meter: Viertelfinale

- Oscar Chalupsky
Vierer-Kajak, 1000 Meter: Halbfinale

- Alick Rennie
Einer-Kajak, Slalom: 36. Platz

- Corran Addison
Einer-Kajak, Slalom: 38. Platz

- Gary Wade
Einer-Kajak, Slalom: 40. Platz

- Dene Simpson
Frauen, Einer-Kajak, 500 Meter: Halbfinale
Frauen, Zweier-Kajak, 500 Meter: Halbfinale

- Lesley Carstens
Frauen, Zweier-Kajak, 500 Meter: Halbfinale

### Leichtathletik
- Abel Tshaka Nzimande
200 Meter: Vorläufe

- Bobang Phiri
400 Meter: Halbfinale

- Xolile Yawa
10.000 Meter: 13. Platz

- Abel Mokibe
Marathon: 25. Platz

- Zithulele Sinque
Marathon: DNF

- Jan Tau
Marathon: DNF

- Dries Vorster
400 Meter Hürden: Vorläufe

- Whaddon Niewoudt
3000 Meter Hindernis: Halbfinale

- Elinda Vorster
Frauen, 100 Meter: Halbfinale
Frauen, 200 Meter: Halbfinale

- Marcel Winkler
Frauen, 100 Meter: Vorläufe

- Zola Budd-Pieterse
Frauen, 3000 Meter: Vorläufe

- Elana Meyer
Frauen, 10.000 Meter: Silber

- Colleen De Reuck
Frauen, Marathon: 9. Platz

- Myrtle Bothma
Frauen, 400 Meter Hürden: DNF

- Charmaine Weavers
Frauen, Hochsprung: 39. Platz in der Qualifikation

- Karen Botha
Frauen, Weitsprung: 17. Platz in der Qualifikation

### Moderner Fünfkampf
- Trevor Strydom
Einzel: 50. Platz

### Radsport
- Scott Richardson
Straßenrennen: 81. Platz
Punkterennen: Vorläufe

- Wayne Burgess
Straßenrennen: DNF

- Malcolm Lange
Straßenrennen: DNF
4000 Meter Einzelverfolgung: In der Qualifikation ausgeschieden

- Sean Bloch
Sprint: 2. Runde
1000 Meter Zeitfahren: 26. Platz

- Jackie Martin
Frauen, Straßenrennen: 46. Platz

### Reiten
- Peter Gotz
Springreiten, Einzel: Finale

- Gonda Betrix
Springreiten, Einzel: 79. Platz in der Qualifikation

- David Rissik
Vielseitigkeit, Einzel: 30. Platz

### Ringen
- Tjaart du Plessis
Federgewicht, Freistil: 2. Runde

- Bennie Labuschagne
Weltergewicht, Freistil: 2. Runde

- Johannes Rossouw
Schwergewicht, Freistil: 2. Runde

### Rudern
- Martin Walsh
Achter mit Steuermann: 8. Platz

- Rogan Clarke
Achter mit Steuermann: 8. Platz

- Grant Hillary
Achter mit Steuermann: 8. Platz

- Andrew Gordon-Brown
Achter mit Steuermann: 8. Platz

- Erich Mauff
Achter mit Steuermann: 8. Platz

- Timothy Lahner
Achter mit Steuermann: 8. Platz

- Robin McCall
Achter mit Steuermann: 8. Platz

- Ivan Pentz
Achter mit Steuermann: 8. Platz

- Andrew Lonmon-Davis
Achter mit Steuermann: 8. Platz

### Schießen
- Manfred Fiess
Kleinkaliber, liegend: 43. Platz

- Corné Bornman
Trap: 52. Platz

### Schwimmen
- Peter Williams
50 Meter Freistil: 4. Platz
4 × 100 Meter Freistil: 11. Platz
4 × 100 Meter Lagen: 14. Platz

- Darryl Cronje
50 Meter Freistil: 22. Platz
4 × 100 Meter Freistil: 11. Platz
4 × 100 Meter Lagen: 14. Platz

- Seddon Keyter
100 Meter Freistil: 29. Platz
4 × 100 Meter Freistil: 11. Platz
100 Meter Rücken: 32. Platz
4 × 100 Meter Lagen: 14. Platz

- Craig Jackson
4 × 100 Meter Freistil: 11. Platz
100 Meter Schmetterling: 26. Platz
200 Meter Schmetterling: 28. Platz

- Kenneth Cawood
100 Meter Brust: 27. Platz
200 Meter Brust: 33. Platz
4 × 100 Meter Lagen: 14. Platz

- Clifford Lyne
200 Meter Brust: 41. Platz
200 Meter Lagen: 27. Platz
400 Meter Lagen: 24. Platz

- Marianne Kriel
Frauen, 50 Meter Freistil: 13. Platz
Frauen, 100 Meter Freistil: 20. Platz
Frauen, 100 Meter Rücken: 10. Platz
Frauen, 100 Meter Schmetterling: 21. Platz
Frauen, 4 × 100 Meter Lagen: 16. Platz

- Jeanine Steenkamp
Frauen, 400 Meter Freistil: 21. Platz
Frauen, 800 Meter Freistil: 19. Platz
Frauen, 200 Meter Schmetterling: 30. Platz
Frauen, 400 Meter Lagen: 25. Platz
Frauen, 4 × 100 Meter Lagen: 16. Platz

- Jill Brukman
Frauen, 100 Meter Rücken: 22. Platz
Frauen, 200 Meter Rücken: 32. Platz
Frauen, 200 Meter Lagen: 28. Platz
Frauen, 400 Meter Lagen: 27. Platz
Frauen, 4 × 100 Meter Lagen: 16. Platz

- Penelope Heyns
Frauen, 100 Meter Brust: 33. Platz
Frauen, 200 Meter Brust: 34. Platz
Frauen, 4 × 100 Meter Lagen: 16. Platz

### Segeln
- William Tyson
Windsurfen: 35. Platz

- Ian Ainslie
Finn-Dinghy: 18. Platz

- Alec Lanham-Love
470er: 35. Platz

- Martin Lambrecht
470er: 35. Platz

- Eric Cook
Tornado: 21. Platz

- Geoff Stevens
Tornado: 21. Platz

- Bruce Savage
Soling: 14. Platz

- Giles Stanley
Soling: 14. Platz

- Dick Mayhew
Soling: 14. Platz

- Dave Hudson
Flying Dutchman: 19. Platz

- David Kitchen
Flying Dutchman: 19. Platz

### Synchronschwimmen
- Amanda Taylor
Einzel: 49. Platz
Duett: 17. Platz

- Loren Wulfsohn
Einzel: 50. Platz
Duett: 17. Platz

### Tennis
- Wayne Ferreira
Einzel: 17. Platz
Doppel: Silber

- Christo van Rensburg
Einzel: 33. Platz

- Piet Norval
Doppel: Silber

- Amanda Coetzer
Frauen, Einzel: 9. Platz

- Mariaan de Swardt
Frauen, Einzel: 33. Platz
Frauen, Doppel: 5. Platz

- Elna Reinach
Frauen, Einzel: 33. Platz
Frauen, Doppel: 5. Platz

### Tischtennis
- Louis Botha
Einzel: 49. Platz

- Cheryl Roberts
Frauen, Einzel: 49. Platz

### Wasserspringen
- Craig Vaughan
Kunstspringen: 30. Platz in der Qualifikation